# Японская интервенция в Маньчжурию (1931)
Японская интервенция в Маньчжурию 1931—1932 годов (Мукденский инцидент) — оккупация северо-восточной территории Китайской Республики войсками Японской империи с последующим восстановлением маньчжурской династии Цин в новообразованном марионеточном государстве Маньчжоу-Го.

## Ход событий

### 1931 год
- 18 сентября — Мукденский инцидент: подрыв железной дороги стал предлогом для начала войны против Китая. Чан Кайши приказал не оказывать сопротивления японским войскам.
- 19 сентября — после шестичасового боя японские войска захватили город Мукден (ныне — Шэньян).
- 22 сентября — японская Квантунская армия заняла город Гирин.
- 1 октября — китайские части генерала Ма Чжаньшаня нанесли удар по японским войскам на реке Нэньцзян, приостановив их продвижение на север Маньчжурии.
- 8 октября — японские ВВС бомбардировали Цзиньчжоу.
- 24 октября — Совет Лиги Наций вынес на голосование резолюцию, предложив Японии в трёхнедельный срок вывести войска из Маньчжурии. Япония проголосовала против, резолюция не была принята.
- 18 ноября — японские войска заняли Цицикар.
- 15 декабря — численность Квантунской армии в Маньчжурии достигла 50 тыс. человек.
- 22 декабря — части Квантунской армии при поддержке бронепоездов и авиации начали карательную операцию против китайских партизан в районах Фукумын и Нючжуан (нынешний Инкоу).
- 25 декабря — японские войска очистили от китайских партизан район Мукден — Инкоу.
- 30 декабря — части Квантунской армии заняли Синминтин и Дагушань на железной дороге Мукден — Цзиньчжоу.

### 1932 год
- 1 января — на эту дату состав Квантунской армии в Маньчжурии составлял: 260 000 человек, 439 танков, 1193 орудия, 500 самолётов. Противостояли им разрозненные китайские вооружённые формирования численностью около 300 тыс. человек. Китайцы взорвали мост через реку Далин-Хэ, что задержало наступление японцев на Цзиньчжоу на три дня.
- 3 января — японские войска без боя заняли Цзиньчжоу.
- 4 января — двухтысячный отряд китайских партизан разгромил японский гарнизон на станции Синминтин, разрушив железную дорогу Мукден — Цзиньчжоу.
- 7 января — японские войска заняли Шаньхайгуань, вышли к восточному краю Великой Китайской стены и овладели главными воротами, ведущими из Маньчжурии в собственно Китай.
- 1 марта — Всеманьчжурское совещание провозгласило создание независимого государства Маньчжоу-го на территории Маньчжурии и избрало бывшего императора Китая Пу И Верховным правителем Маньчжоу-го.
- 2 октября — на заседании Генеральной Ассамблеи Лиги Наций был оглашён отчёт комиссии Литтона, описывающий причины и последствия Мукденского инцидента.

### 1933 год
- Февраль — японская делегация покинула заседания Лиги Наций.
- 27 марта — Япония официально вышла из Лиги Наций.

## Международная реакция
Западные СМИ активно освещали эти события, рассказывая о зверствах, совершаемых японской армией — таких как бомбардировки мирного населения и добивание выживших после обстрелов. Это вызвало широкую антипатию к Японии, которая сохранялась вплоть до конца Второй мировой войны.
Когда комиссия Литтона опубликовала отчёт о вторжении, в котором, несмотря на признание, что Китай в определённой степени спровоцировал Японию, подчёркивался и факт отсутствия полного суверенитета Китая над Маньчжурией, Япония расценила это как неприемлемое обвинение и вышла из Лиги Наций. Это способствовало её международной изоляции.
Маньчжурский кризис нанёс серьёзный удар по моральному авторитету и влиянию Лиги Наций. Как и предсказывали её критики, организация оказалась бессильной в случае, если сильная держава решит проводить агрессивную политику. Япония смогла совершить вопиющий акт агрессии без серьёзных последствий. Этот пример вдохновил других диктаторов: Адольфа Гитлера и Бенито Муссолини, которые впоследствии также осуществили агрессивные действия против соседей: Италия — против Абиссинии, Германия — против Чехословакии и Польши.

## См.также
- Партизанская война в Маньчжоу-го